# Paco Pil
Francisco Javier Fernando Rodríguez Valero (Sttutgart, Alemania, 1 de septiembre de 1969), más conocido por su nombre artístico Paco Pil es un cantante , DJ, animador, actor y locutor de radio español que inició su carrera en la década de 1990. También conocido como Dr. Pil o Frank Gaudí, presentó programas en Antena 3 como Leña al mono que es de goma o Un planeta de movidas. Se especializó en el género musical bakalao.
Nacido en Alemania, hijo de emigrantes españoles, regresó a España, concretamente a Barcelona, con 7 años. Se inició en el mundo musical con 11 años como locutor de radio, en Radio Montornès, destacando por el poder de su voz. Estudió química, aunque no terminó los estudios (por FP) y Psicología (como oyente en Granada). Después de haber recorrido numerosas emisoras de radio y de pinchar como DJ en las discotecas más conocidas de la época, consiguió ser disco de oro con el álbum de 1994 Energía positiva, de música techno/eurodance y su característico techno-ska, de donde salieron sus sencillos de mayor éxito: Dimensión divertida, Viva la fiesta y Johnny Techno Ska.
Después de este éxito, su separación de la cantante eurodance Whigfield y la desaparición de su compañía discográfica, Max Music, Paco Pil comenzó a viajar por distintas ciudades de Europa y América con un nuevo seudónimo, Frank Gaudí, con el que recuperó su gran pasión: el sonido underground.
A pesar de ello mantuvo viva la llama de Paco Pil sacando al mercado al mercado nuevas versiones de su mítico ¨Viva la Fiesta¨ cada 10º Aniversario "2003,2014 y se espera uno en el 2023 
A principios de 2009 regresó a la escena donde continuó su carrera interrumpida al final de la década de 1990.
Posteriormente recorrió España y otros países como Suiza, Chile, Perú, Miami,  etc. con sus actuaciones acompañado por su única alumna y compañera Brisa Play, una joven brasileña afincada en España.
En plena pandemia y a falta de actuaciones, Paco Pil realizó directos online y comenzó dos nuevos proyectos: una serie de dibujos animados y una empresa de creación de entornos y servicios en el metaverso, incluida una ciudad de ocio donde realiza fiestas, alrededor de las cuales se ha creado una comunidad de habla hispana en el metaverso, Hispaverso.

## Discografía comoPaco Pil
- Energía positiva. Año 1994. Compuesto y producido por Paco Pil, Toni Peret y José María Castells. Fue disco de oro.

## Discografía comoDr. Pil
- I'm to sexy. Finales de la década de 1990.
- I want your love. Finales de la década de 1990.

- Julio Posadas & Paco Pil: ¡Deja que tu cuerpo aprenda!
- Paco Pil: Tribalero/La Plaza.
- Paco Pil & Del Pino Bros.: Move Your Ass.
- Paco Pil & Del Pino Bros.: I Found Loving Techno Mix.